# Peixe borboleta de Santa Helena
O peixe borboleta de Santa Helena (Chaetodon sanctaehelenae), é uma espécie de peixe borboleta do gênero Chaetodon que é endêmico do Atlântico Central. Sua autoridade científica é Günther, sendo descrito no ano de 1868.

## Aparência
O peixe borboleta de Santa Helena possui o corpo branco-prateado com uma linha preta cruzando o olho. A barbatana dorsal e caudal são de cor amarelada. A barbatana dorsal possui 13 espinhos e  21-23 espinhos moles. A espécie pode chegar a medir 18,0 cm.

## Distribuição e habitat
O peixe borboleta de Santa Helena habita águas rasas de recifes de corais e rochosos do Atlântico Central, nas ilhas de Santa Helena e Ascensão onde é considerado uma espécie endêmica, como a donzela de Lubbock (Stegastes lubbocki) e o bodião de Santa Helena (Thalassoma sanctaehelenae). Nos anos 90 foram encontrados exemplares solitários nas Ilhas Canárias, território espanhol no norte do Atlântico Oriental.

## Biologia
Normalmente é encontrado em pares ou grandes cardumes. É um ovíparo e monogâmico que forma pares durante a desova. O nome local desta espécie é cunninfish, porque é capaz de morder a isca de um anzol, evitando de ser pescado. Sua alimentação consiste em vermes e corais.

## No aquarismo
Raramente visto no comércio devido à sua área de distribuição limitada. Infelizmente não parece haver nenhuma informação sobre a criação em aquários sobre esta espécie.